# クリヴィチ族

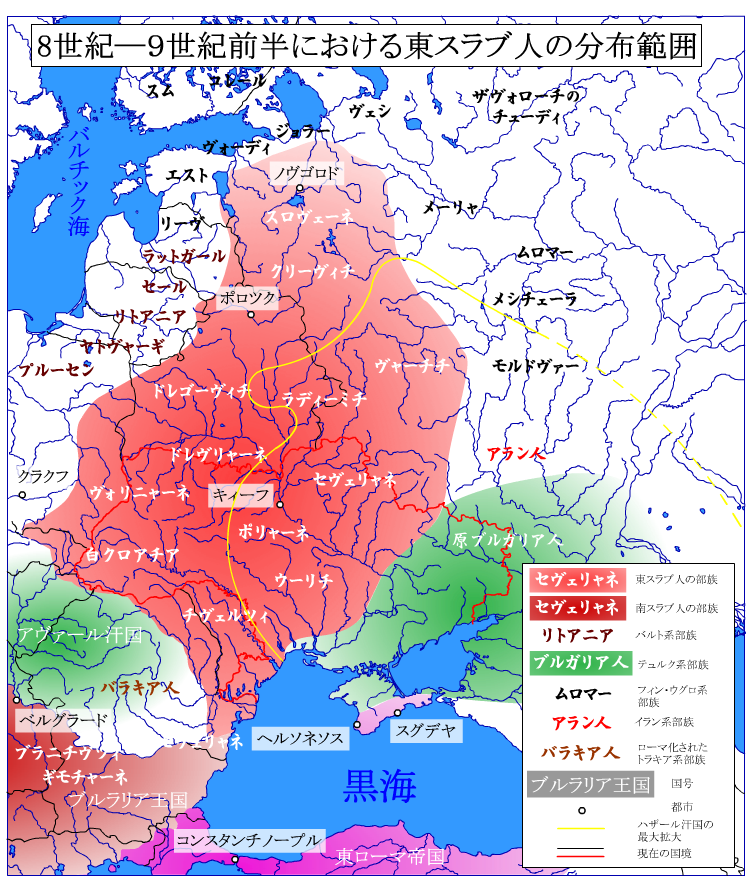
クリヴィチ族（地図中ではクリーヴィチと表記）等の居住範囲を示す。

クリヴィチ族（クリヴィチぞく、ベラルーシ語: крывічы、ロシア語: кривичи、ウクライナ語: кривичі）は、6世紀 - 10世紀の西ドヴィナ川、ドニプロ川、ヴォルガ川の三河川の上流域に形成された、東スラヴ民族の部族連合体である。ルーシの史料では『原初年代記』にその名がみられる。
クリヴィチ族の居住地域（現在の地理で言えば、南部を除くベラルーシ全域と、ロシアのスモレンスク州・プスコフ州のあたりに相当する。）は、9世紀頃にキエフ大公国の一部に組み込まれ、11世紀 - 12世紀にはスモレンスク公国・ポロツク公国の領域となった。また北西部はノヴゴロド公国に属した。主要都市にはスモレンスク・ポロツク・イズボルスクがあった。クリヴィチ族は農耕・牧畜・手工業を営んでおり、民族研究上の仮説の1つによれば、古ルーシ民族(ru)に含まれる。
（留意事項）：本文・注釈のキリル文字表記にはロシア語を用いている。（参考文献・出典の書籍名はこの限りではない。）

## 起源
クリヴィチ族は、プスコフ・クリヴィチ族と、ポロツク-スモレンスク・クリヴィチ族の、2つの大きなグループに大別される。比較的よく研究されている、ポロツク-スモレンスク・クリヴィチ族の文化においては、服装にはスラヴの要素を持つ装飾がなされ、バルト人の要素も含んでいる。また、埋葬様式に関しても、バルトの要素が見出される。移住してきたクリヴィチ族は、定住していたバルト人・西フィン人と徐々に同化し、成熟していったことが、考古学上の史料から証明されている。
その移住の過程は、まずネマン川中流域を横切ってプスコフ州に到来し、6世紀の、プスコフ・長形クルガン文化(ru)を形成。後にその中の一部が南進し、スモレンスク州とベラルーシ東部に定住。という説がある。さらに、この移動前の発祥地については、カルパチア山脈とする説と、ポーランド北部とする説がある。
カルパチア山脈とする説は、年代記に基づいて、クリヴィチ族の起源を説明したものである。特に、「ポロチャーネ族（クリヴィチ族の同族である）は、（ドレヴリャーネ族、ポリャーネ族、ドレゴヴィチ族と共に、）白クロアチア族(ru)、セルビア人、ホルタネ族(ru)の中の部族が、6世紀 - 7世紀に、ドニプロ川の上流へと移動してベラルーシ地域に定住した。」という主旨の記述が根拠となる。
一方のポーランド北部とする説は、言語学の研究に基づくものである。ノヴゴロドの白樺文書と古クリヴィチ族方言は、スラヴ語北西方言グループに属しているということが、ロシアの言語学者の比較・分析によって提示されている。この言語学の研究成果を根拠としている。
クリヴィチ（кривичи）という名称については、歴史学者によって様々な見解が示されている。説の1つでは、クリヴィチ族の先祖の名に由来するとしている。また、バルト人の祭司長を指すクリヴェ（Криве）(ru)に由来するという説や、血縁者（кровные）、隻眼の・丘の多い（共にкривой）という言葉に由来するという説がある。

## 歴史

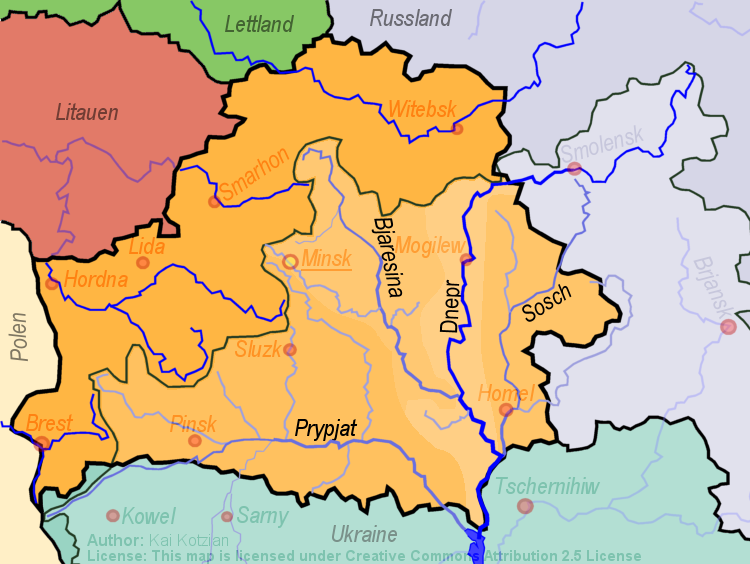
地図中やや右寄りの、南北に流れる三河川が、西からベレジナ川・ドニプロ川・ソジ川を示す。

前節のいずれの説を採るにせよ、留意すべきことは、スラヴ民族の移住は一度きりの出来事ではなく、数世紀に渡って継続したということである。
また、8世紀 - 9世紀には、スラヴ民族はバルト地域への大規模な移住を始めた。そして、より大きな集団となって、ドニプロ川右岸の支流のベレジナ川流域からソジ川流域に渡る範囲の地域に移住・定住した。なお、この地域のスラヴ民族は、バルトの住民との細々とした交流があった。ルーシの地に移住したスラヴ民族のうち、主にベラルーシ地域を居住地に定めたのが、クリヴィチ族・ドレゴヴィチ族・ラジミチ族の3つの部族である。
クリヴィチ族のうち、北部クリヴィチ族は、ノヴゴロド・ルーシ(ru)の起源となった。これは、古プスコフ方言(ru)と、北部クリヴィチ族方言とを同一とみなす説による。西部クリヴィチ族はポロツクを建設し、南部クリヴィチ族はスモレンスクを建設した。また、南西部のクリヴィチ族はポロチャーネ族とも呼ばれた。各地のこれらのクリヴィチ族は、リューリクの後継者・オレグの頃には既にキエフ大公国に組み込まれていた。クリヴィチ族出身の最後の公は、980年にノヴゴロド公ウラジーミル（後のキエフ大公・ウラジーミル1世）によって、子と共に殺された、ポロツクの支配者ログヴォロド(ru)であるとみなされている。
主な定住地であったベラルーシ地域の外へは、キエフ大公国の形成の後、ヴャチチ族と同じく、東方への殖民に積極的に参加する姿勢をみせた。具体的には、ロシア・トヴェリ州、ヴラジミール州、コストロマ州、リャザン州、ヤロスラヴリ州、ニジニ・ノヴゴロド州と、モスクワ州西部やヴォログダ州への移住である。彼らはディヤコヴスカヤ文化(ru)を持つフィン人の部族と同化、あるいは駆逐したと思われる。
『イパーチー年代記』における、クリヴィチ族に関する最後の言及は1128年の記述である。ただし1140年、1162年の記述では、ポロツク公を「クリヴィチ族による」と表記している。これ以降はもはや、東スラヴの年代記において言及されたことはない。しかしクリヴィチ（ラテン文字転写：krivichi）という部族名は、17世紀末に至るまで、ロシア外の史料に使用されていた。たとえば14世紀のギリシャの『海の年代記』の中には、「クリヴィチ族（「Κρίβησκαν」という名称で記述されている。）はスラヴ民族の1つである」という言及が見られる。なお、今日、ラトビア語でロシア人を指す言葉はkrievi、ラトガリア語ではkrīviと表記する。またラトビア語でロシアはKrievija、ベラルーシはBaltkrievijaと表記されている。
クリヴィチ族は、ドレゴヴィチ族・ラジミチ族等と融合し、現在のベラルーシ民族の祖となったと考えられている。

## 文化
クリヴィチ族は、土塁状の土堤を備えた長形のクルガンを墓陵として築き、遺体は火葬していたという特徴がある。
他の文化的遺物としては、ナイフ、槍の穂先、鎌、銅製・三日月形のもみあげに飾る装飾品（ヴィソチノエ・コリツォ）、ガラス製のビーズ、ろくろで製作した陶器製の壺などが発見されている。

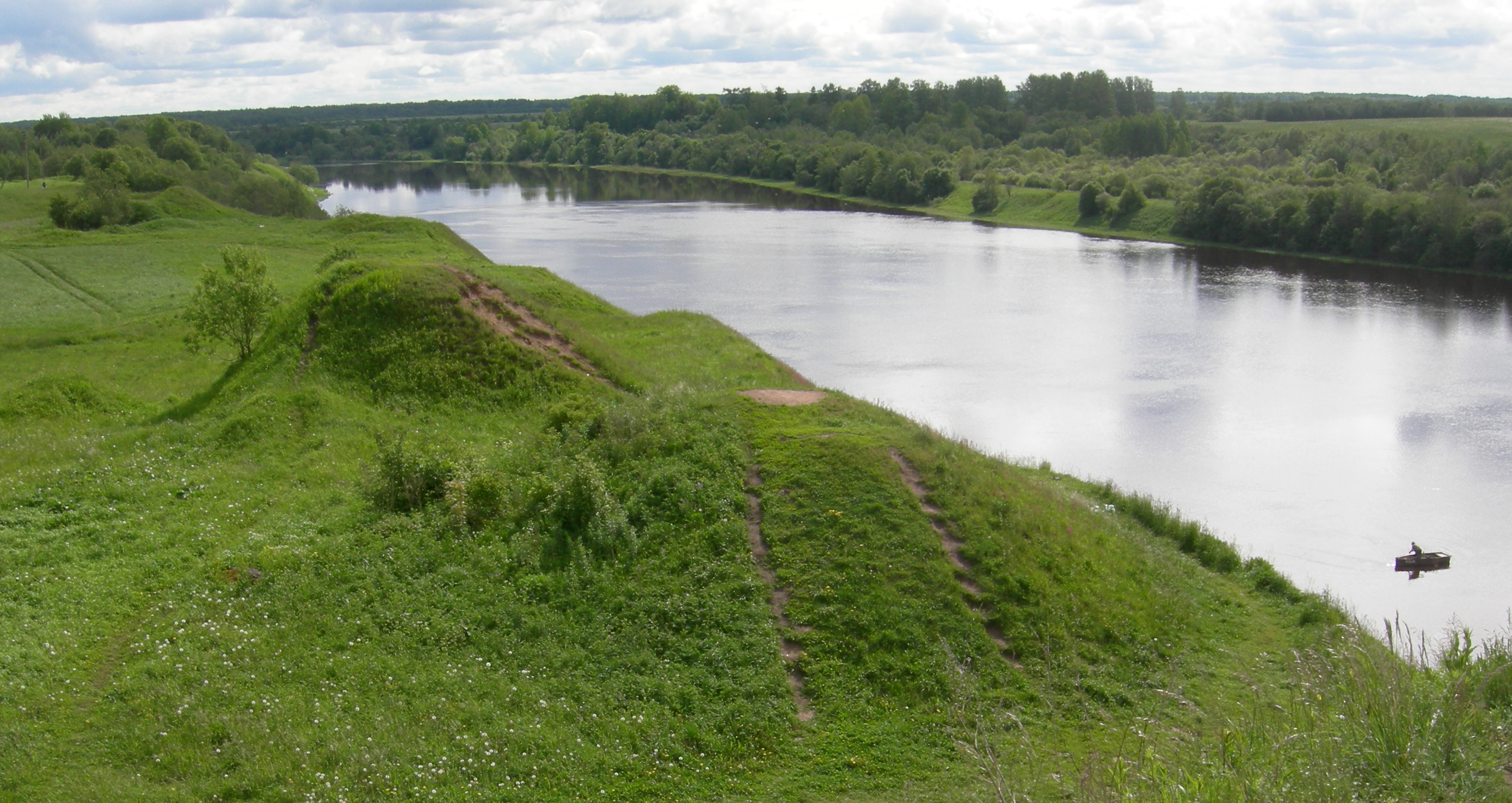
クルガン 注：写真はヴォルホフ川沿いのもの
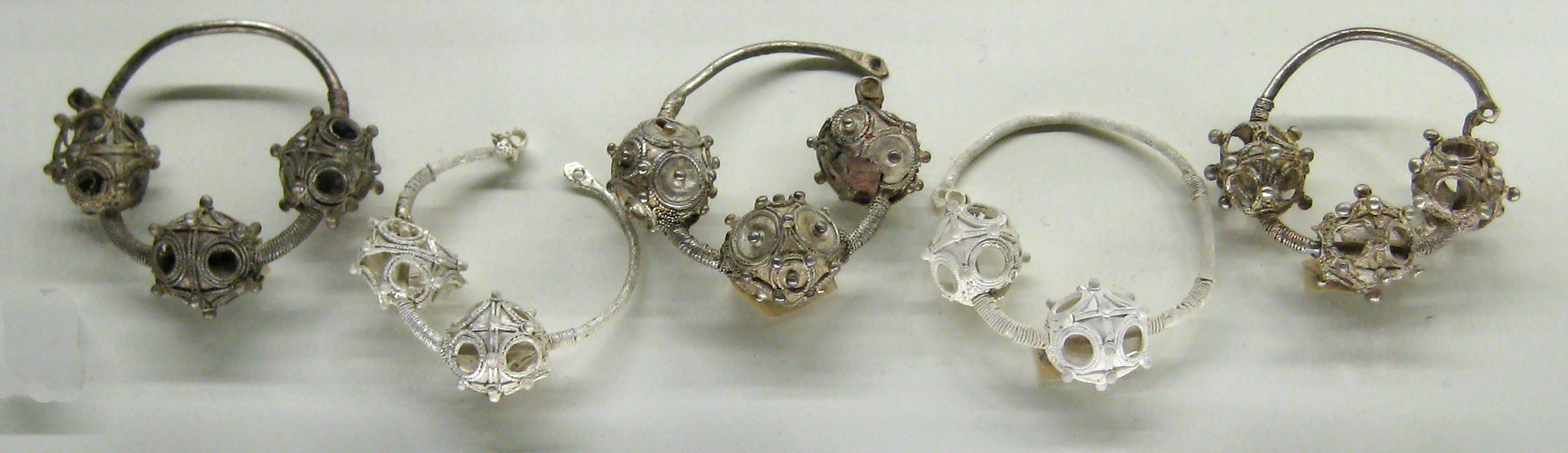
ヴィソチノエ・コリツォ 注：写真はドレゴヴィチ族のもの